# Morti nel 1976/Ottobre
| Questa pagina contiene informazioni ricavate automaticamente dalle voci biografiche con l'ausilio del template Bio e di un bot. L'aggiornamento è periodico e automatico e ricostruisce completamente la pagina. Se manca una persona in questa lista, sei pregato di non aggiungerla, ma accertati piuttosto che la sua voce biografica contenga il template Bio e che i dati anagrafici siano correttamente compilati. Se il template Bio manca, inseriscilo tu stesso o, in alternativa, metti l'avviso {{tmp\|Bio}} che ne segnala la mancanza. Se i dati riportati sono sbagliati, correggi direttamente la voce biografica; le modifiche saranno visibili in questa lista entro pochi giorni. Per chiarimenti vedi il progetto biografie. La lista contiene solo le 87 persone che sono citate nell'enciclopedia e per le quali è stato implementato correttamente il template Bio. Pagina aggiornata al 3 mar 2024. |

- 1º ottobre - Secondo Finotto, calciatore italiano (n. 1905)
- 1º ottobre - Fritz Winter, pittore tedesco (n. 1905)
- 2 ottobre - Cesarino Branduani, scrittore italiano (n. 1896)
- 2 ottobre - Quentin Jackson, musicista e trombonista statunitense (n. 1909)
- 2 ottobre - Gladys Leslie, attrice statunitense (n. 1899)
- 2 ottobre - Francesco Rossi, generale italiano (n. 1885)
- 3 ottobre - Émile Benveniste, linguista francese (n. 1902)
- 3 ottobre - Scott Duncan, calciatore e allenatore di calcio scozzese (n. 1888)
- 5 ottobre - Barbara Nichols, attrice statunitense (n. 1928)
- 5 ottobre - Lars Onsager, chimico e fisico norvegese (n. 1903)
- 5 ottobre - Alfio Russo, giornalista italiano (n. 1902)
- 6 ottobre - José Arencibia, schermidore cubano (n. 1953)
- 6 ottobre - Ricardo Cabrera, schermidore cubano (n. 1953)
- 6 ottobre - Ramón Infante, schermidore cubano (n. 1949)
- 6 ottobre - Marguerite Laugier, astronoma francese (n. 1896)
- 6 ottobre - Antal Lyka, allenatore di calcio e calciatore ungherese (n. 1908)
- 6 ottobre - Leonardo Mackenzie, schermidore cubano (n. 1954)
- 6 ottobre - Luis Morales, schermidore e dirigente sportivo cubano (n. 1931)
- 6 ottobre - Riccardo Pitter, scultore e pittore italiano (n. 1899)
- 6 ottobre - Gilbert Ryle, filosofo britannico (n. 1900)
- 6 ottobre - Hans Theilig, pallamanista tedesco (n. 1914)
- 6 ottobre - Nancy Uranga, schermitrice cubana (n. 1954)
- 7 ottobre - Alfred Arndt, architetto tedesco (n. 1896)
- 7 ottobre - Roy Royston, attore britannico (n. 1899)
- 7 ottobre - Hisakichi Toyoda, nuotatore giapponese (n. 1912)
- 9 ottobre - Troy Middleton, generale statunitense (n. 1889)
- 9 ottobre - Walter Warlimont, generale tedesco (n. 1894)
- 9 ottobre - Evgenij Zavojskij, fisico sovietico (n. 1907)
- 10 ottobre - Tadeusz Friedrich, schermidore polacco (n. 1903)
- 11 ottobre - Mario Bernasconi, generale e aviatore italiano (n. 1892)
- 11 ottobre - Connee Boswell, cantante statunitense (n. 1907)
- 11 ottobre - Alfredo Bracchi, paroliere, regista e commediografo italiano (n. 1897)
- 11 ottobre - Adelmo Damerini, musicologo e compositore italiano (n. 1880)
- 11 ottobre - Herbert Hirth, calciatore tedesco (n. 1884)
- 11 ottobre - João Bosco Burnier, religioso brasiliano (n. 1917)
- 12 ottobre - Cheng Xiaoqing, scrittore cinese (n. 1893)
- 13 ottobre - Massimo Poggi, dirigente sportivo italiano (n. 1908)
- 13 ottobre - Jerzy Strzałka, schermidore polacco (n. 1933)
- 13 ottobre - Heinrich Träg, calciatore tedesco (n. 1893)
- 14 ottobre - Gáspár Borbás, calciatore ungherese (n. 1884)
- 14 ottobre - Edith Evans, attrice britannica (n. 1888)
- 15 ottobre - Adele Bei, sindacalista e politica italiana (n. 1904)
- 15 ottobre - Carlo Gambino, mafioso italiano (n. 1902)
- 15 ottobre - Antonín Křišťál, calciatore cecoslovacco (n. 1904)
- 15 ottobre - Erwin Lambert, militare e funzionario tedesco (n. 1909)
- 15 ottobre - Darix Togni, circense e attore italiano (n. 1922)
- 16 ottobre - Giorgio Buila, calciatore italiano (n. 1913)
- 16 ottobre - Rufino Niccacci, francescano italiano (n. 1911)
- 16 ottobre - Alfredo Pitto, calciatore italiano (n. 1906)
- 16 ottobre - Enrico Poggi, velista italiano (n. 1908)
- 16 ottobre - André Vandelle, sciatore di pattuglia militare francese (n. 1902)
- 17 ottobre - Franz Altheim, storico delle religioni, filologo classico e storico dell'arte tedesco (n. 1898)
- 17 ottobre - Radasłaŭ Astroŭski, politico bielorusso (n. 1887)
- 17 ottobre - Enrique Soladrero, calciatore spagnolo (n. 1913)
- 18 ottobre - Yorgos Javellas, regista e sceneggiatore greco (n. 1916)
- 18 ottobre - Giacomo Lercaro, cardinale italiano (n. 1891)
- 18 ottobre - Paul Schmidt, ingegnere e inventore tedesco (n. 1898)
- 19 ottobre - Tito Balestra, poeta italiano (n. 1923)
- 22 ottobre - Edward Burra, pittore britannico (n. 1905)
- 22 ottobre - Nancy Harkness Love, aviatrice statunitense (n. 1914)
- 22 ottobre - Georgios A. Megas, insegnante e germanista greco (n. 1893)
- 22 ottobre - Elisabetta Elena di Thurn und Taxis, nobile tedesca (n. 1903)
- 23 ottobre - Horacio Muñoz, calciatore cileno (n. 1905)
- 24 ottobre - Marga Boodts,  tedesca (n. 1895)
- 24 ottobre - Helen Gaige, zoologa statunitense (n. 1890)
- 24 ottobre - Frederika van der Goes, nuotatrice sudafricana (n. 1908)
- 24 ottobre - David McCrae, calciatore scozzese (n. 1901)
- 24 ottobre - Pietro Melandri, ceramista, pittore e decoratore italiano (n. 1885)
- 24 ottobre - Georgij Aleksandrovič Ostrogorskij, bizantinista russo (n. 1902)
- 25 ottobre - Oreste Pieroni, politico italiano (n. 1899)
- 25 ottobre - Raymond Queneau, scrittore, poeta e drammaturgo francese (n. 1903)
- 25 ottobre - John Sörenson, ginnasta svedese (n. 1889)
- 25 ottobre - Kiki Urbani, ballerina e showgirl italiana (n. 1927)
- 26 ottobre - Arrigo Benedetti, giornalista, scrittore e partigiano italiano (n. 1910)
- 26 ottobre - Deryck Cooke, musicologo, compositore e conduttore radiofonico inglese (n. 1919)
- 26 ottobre - Spartaco Marchi, baritono italiano (n. 1891)
- 27 ottobre - Jerry Bush, cestista e allenatore di pallacanestro statunitense (n. 1914)
- 27 ottobre - José Maciel Senra, cestista brasiliano
- 28 ottobre - Aarne Juutilainen, militare finlandese (n. 1904)
- 29 ottobre - Gloria Hope, attrice statunitense (n. 1901)
- 29 ottobre - Renzo Vestrini, canottiere e pittore italiano (n. 1906)
- 30 ottobre - Karianne Christiansen, sciatrice alpina norvegese (n. 1949)
- 30 ottobre - Carlo Gonan, politico italiano (n. 1910)
- 30 ottobre - Alfred Landé, fisico tedesco (n. 1888)
- 31 ottobre - Eileen Gray, architetta irlandese (n. 1878)
- 31 ottobre - Adolfo Heisinger, calciatore argentino (n. 1898)
- 31 ottobre - Linda Watkins, attrice statunitense (n. 1908)